# Капитолий штата Миннесота
Капито́лий шта́та Миннесо́та (англ. Minnesota State Capitol) находится в городе Сент-Пол — столице штата Миннесота. В нём проводит свои заседания легислатура Миннесоты, состоящая из Сената и Палаты представителей штата Миннесота.

## История и архитектура

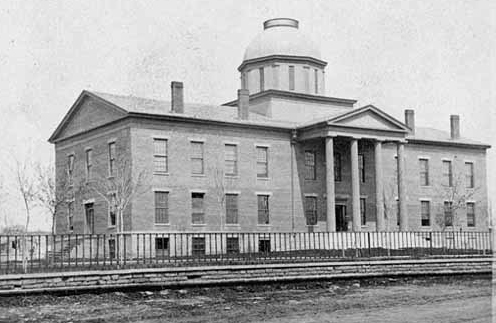
Первый Капитолий Миннесоты (около 1860)

Первый Капитолий Миннесоты построен в 1854 году — ещё до того, как Миннесота стала штатом США. Он сгорел во время пожара в 1881 году. На его месте к 1883 году был построен второй Капитолий — из красного кирпича, увенчанный башней. Вскоре стало ясно, что его размер недостаточен для эффективной работы легислатуры штата, и в 1893 году началось планирование строительства нового, третьего Капитолия, на конкурсе проектов которого победил дизайн архитектора Кэсса Гильберта.
Строительство нового Капитолия началось в 1896 году и окончилось в 1905 году. В 1906 году над южным входом Капитолия была установлена позолоченная скульптурная группа «Прогресс штата», изображающая квадригу — античную двухколёсную колесницу с четвёркой лошадей. Архитектура здания сочетает стили неоренессанса и бозара.
Капитолий увенчан большим куполом, сделанным из белого мрамора, который добывался в Джорджии. Самоподдерживающийся мраморный купол Капитолия штата Миннесота считается вторым по величине в мире, вслед за Собором Святого Петра в Ватикане. За ними следуют купола Тадж-Махала в Агре (Индия) и Капитолия штата Род-Айленд в Провиденсе (США).
23 февраля 1972 года Капитолий штата Миннесота был внесён в Национальный реестр исторических мест США под номером 72000681.
Под председательством губернатора в 2011 году была создана Комиссия по сохранению Капитолия штата для разработки всеобъемлющего многолетнего плана реставрации здания Капитолия. В состав Комиссии вошли представители канцелярии губернатора, Верховного суда, обеих законодательных палат, канцелярии генерального прокурора (как еще одного арендатора), а также многочисленные назначенные представители общественности, вместе с руководителями по должности Административного департамента, Исторического общества Миннесоты и Архитектурно-планировочного совета района Капитолия. Законодательный орган поддержал реставрацию здания Капитолия, выделив 310 миллионов долларов на облигации, а также 3,25 миллиона долларов (фонды наследия) на реставрацию произведений искусства в здании. Реставрация была завершена в 2017 году.

## Галерея

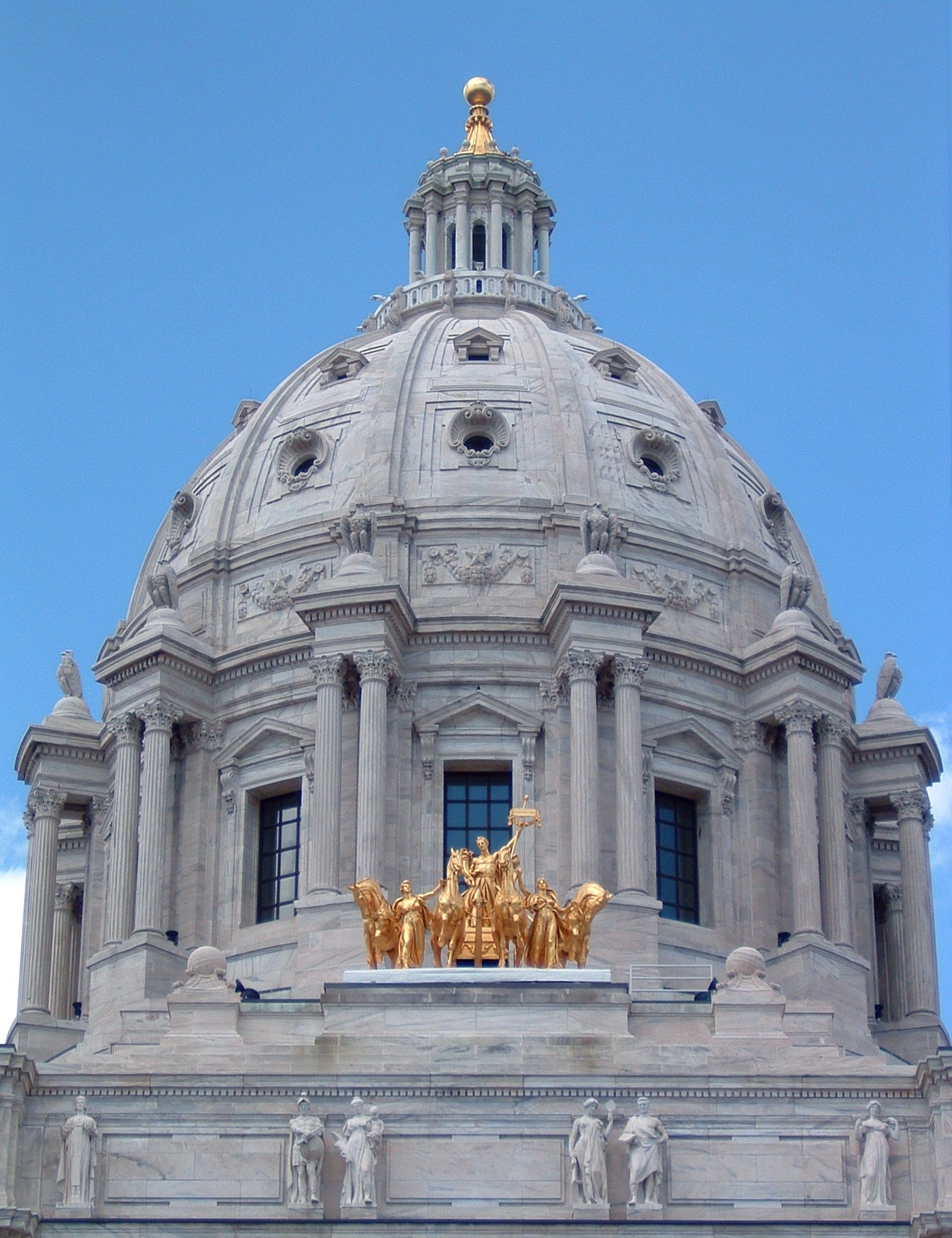
Мраморный купол Капитолия
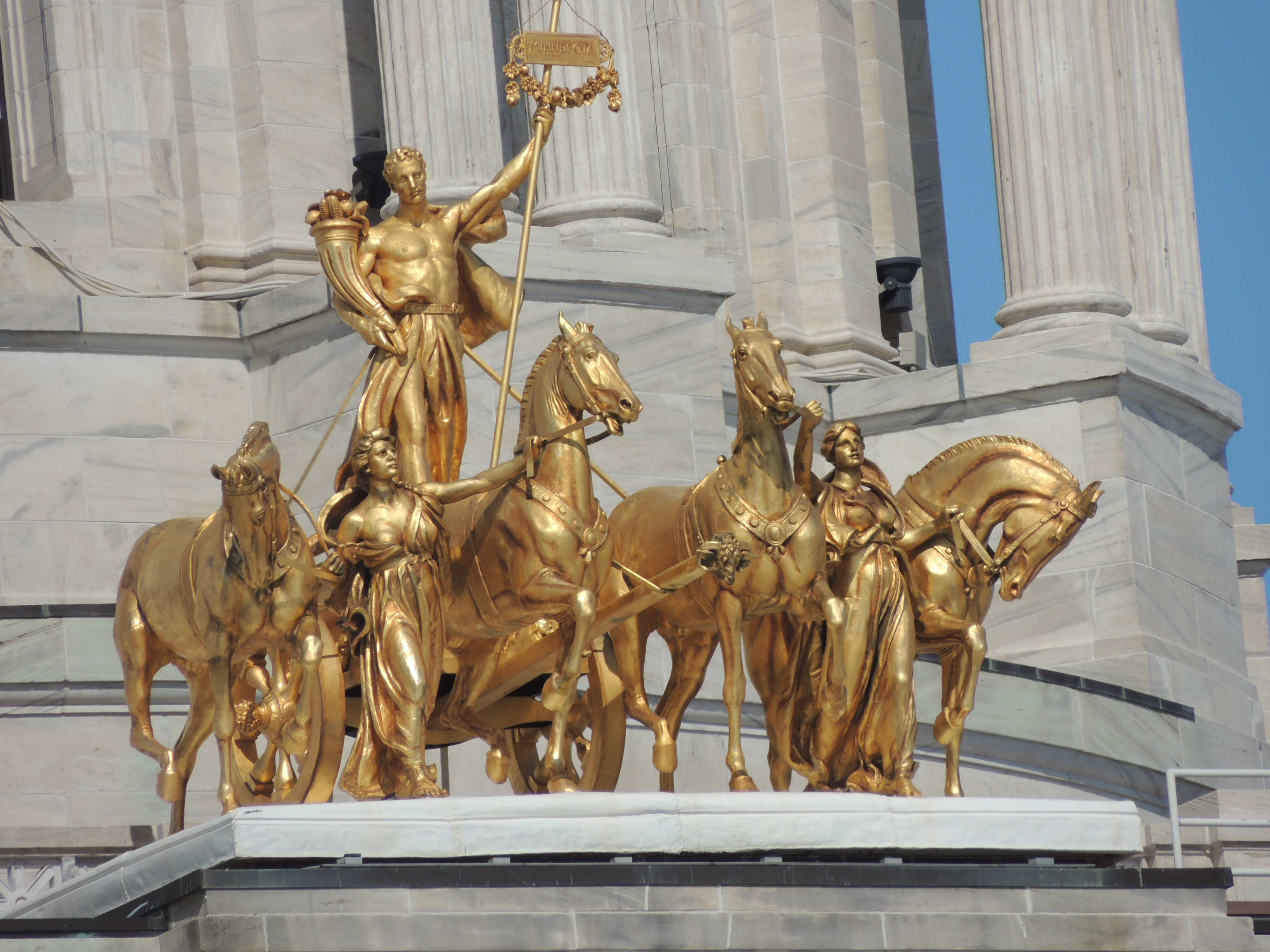
Позолоченная квадрига
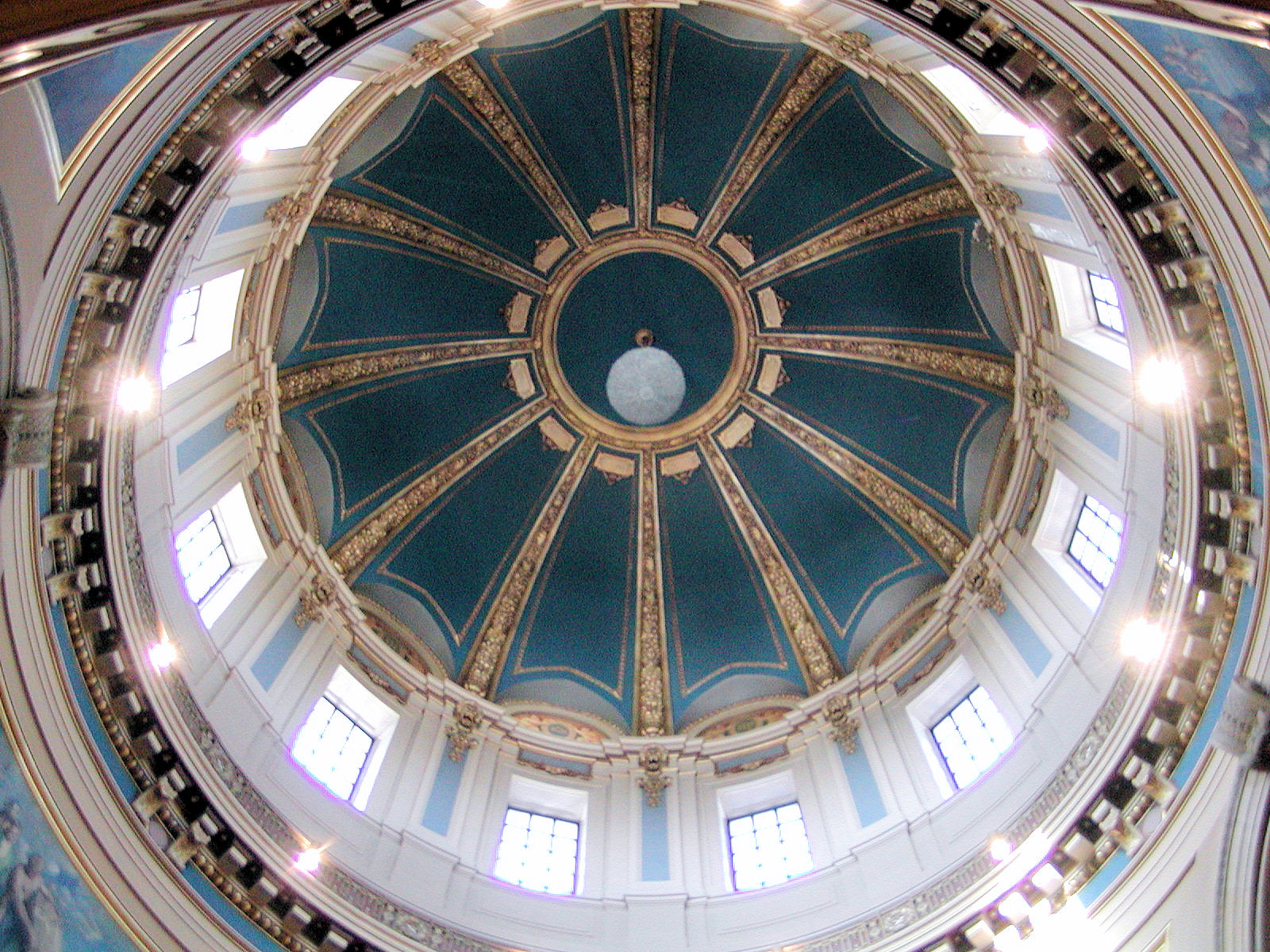
Ротонда Капитолия
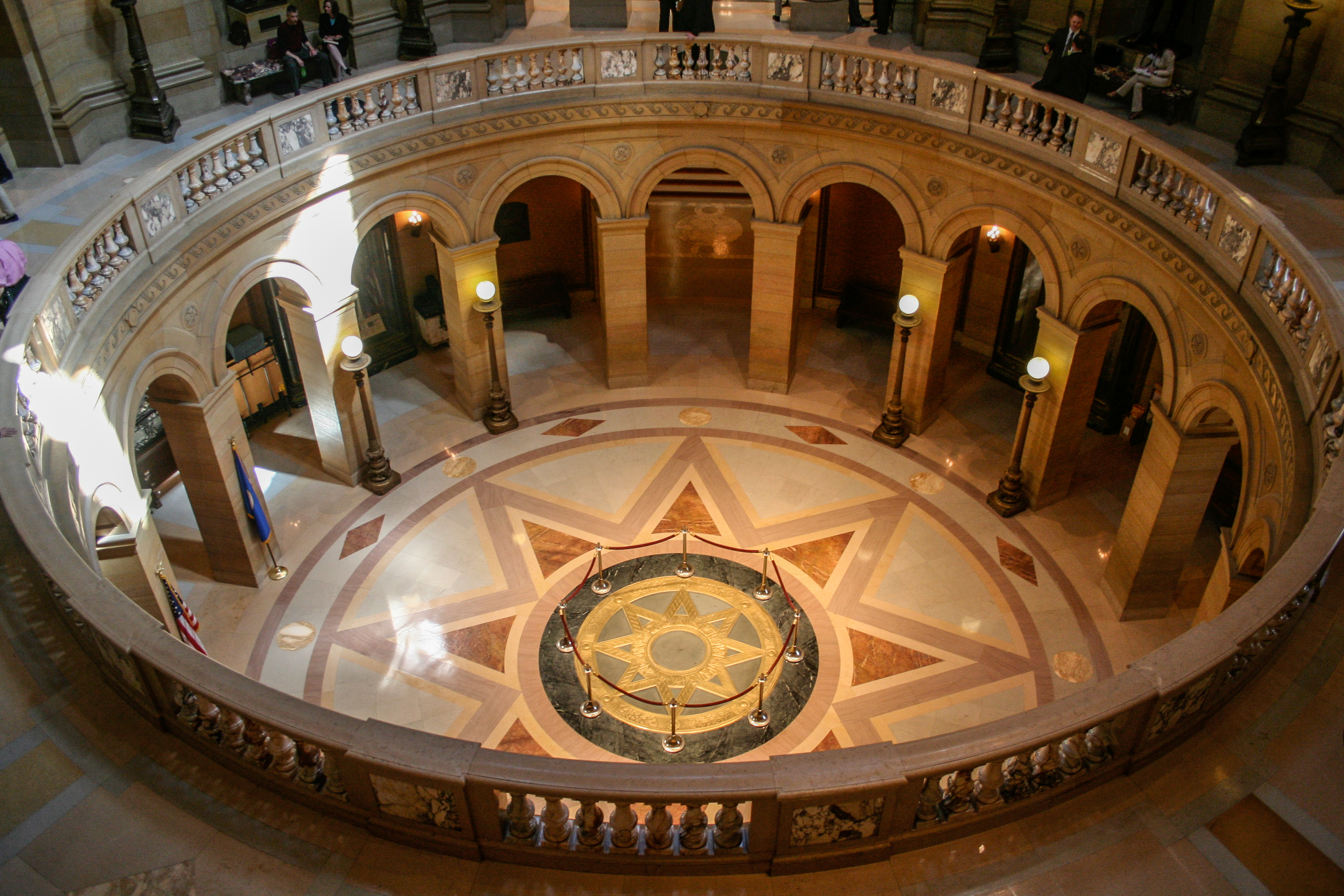
Внутри Капитолия
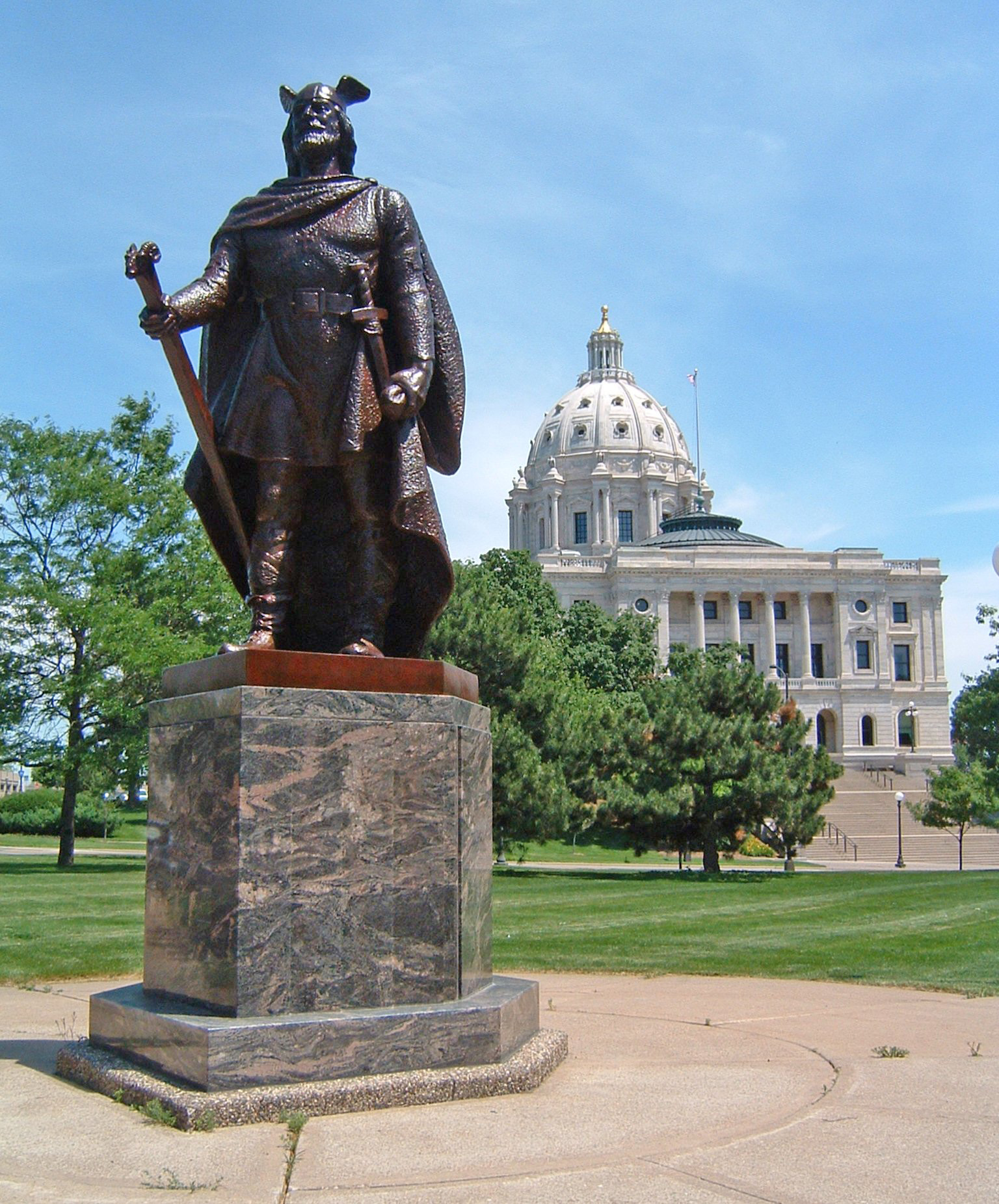
Статуя Лейфа Эриксона